# Flamingo Recordings
Flamingo Recordings est un label néerlandais de musique électronique fondé par les DJs Fedde Le Grand et Funkerman, en 2004.
Fedde Le Grand y signa bon nombre de ses singles, dont Rock'n' Rollin, Don't give up ou encore Twisted.
De nombreux hits sortirent sur le label : Put your hands up for Detroit (Fedde Le Grand), The Creeps (par Camille Jones), Let me think about you (Ida Corr vs Fedde le Grand) ou encore Speed Up (Funkerman) firent de nombreuses apparitions dans les charts nationaux.
Depuis peu, les deux créateurs du label se font discrets sur ce dernier : les dernières sorties de Fedde Le Grand (Tales of Tomorrow (avec Dimitri Vegas & Like Mike) et Take Me Home) se font sur son deuxième label : Darklight Recordings.